# 尤扬祖
尤扬祖（1892年—1982年），名逢春，字扬祖，福建永春人，印尼归国华侨，中华人民共和国政治人物，曾任中华全国归国华侨联合会副主席，福建省人民委员会副省长，福建省政协副主席，第二届全国政协委员，第二、三、五届全国人大代表。